# عسل أبيض (فلم)
هو فيلم مصري كوميدي بطولة سامح حسين وميريهان حسين وبيومي فؤاد تم عرضه 5 يوليو 2016.
تاريخ عرض الفيلم يوافق عشية عيد الفطر لسنة 1437 هـ.

## القصة
تدور أحداث الفيلم في إطار كوميدي حيث يتم اختطاف طفل صغير لعائلة ثرية على يد عصابة، وتقع العديد من المفارقات الكوميدية أثناء محاولة إعادة الطفل إلى أهله.

## طاقم العمل
- حسام الجوهري (مخرج)
- محمد الطحاوي (مخرج منفذ)
- محسن رزق (قصة وسيناريو وحوار)

## بطولة
| - سامح حسين: علا - كريم عفيفي:أشرف - ميرهان حسين:نور - لطفي لبيب: عم عمارة - أحمد حلاوة: مختار بك - دينا محسن (ويزو) - محمد ثروت:أبو سليم اللبان - إبرام سمير:أل باتشينو - حامد الشراب:السيد حمدي | - يوسف أحمد فؤاد: الطفل - علاء النقيب - محمد مرزبان:مراد الحناوي - فتحي سعد:صديق عمارة - مجدي عبد الحليم:صديق عمارة - أحمد راتب:مدير الأمن - ياسر الطوبجي: سائق تاكسي - شيماء سيف:سعاد ممرضة | - طاهر أبو ليلة:شوكت - سليمان عيد:الطبيب - ليلى عز العرب: أم أشرف - مصطفى سبيط - إسراء عبد الفتاح - علاء زينهم:حارس - إسماعيل فرغلي: المخرج - بيومي فؤاد:البوس ماكس | بالإشتراك مع: - أيمن إسماعيل:أمين الشرطة - مصطفى يوسف:مساعد المخرج - محمد نصر: البلطجي - خالد إبراهيم:ظابط الاستيفا - ياسمين سمير: المذيعة - سوزان محمد - أحمد أبو الدهب - خالد خليل - سيد خميس - محمود بيومي - سعد:دوبلير الطفل |

## وصلات خارجية
- مقالات تستعمل روابط فنية بلا صلة مع ويكي بيانات

- قاعدة بيانات الفيلم على موقع السينما